# Limnodynastes lignarius
Limnodynastes lignarius és una espècie de granota que viu a Austràlia.